# Монтайтас
Монтайтас (каз. Монтайтас) — село у складі Ариської міської адміністрації Туркестанської області Казахстану. Адміністративний центр Монтайтаського сільського округу.
Населення — 2603 особи (2021; 3248 у 2009, 4249 у 1999, 3417 у 1989).